# Peter Rzepka
Peter Rzepka (* 7. Juli 1944 in Jagertow, Kreis Belgard/Pommern) ist ein deutscher Politiker (CDU).

## Leben und Beruf
Nach dem Abitur 1963 am Ulrich-von-Hutten-Gymnasium Berlin absolvierte Rzepka ein Studium der Rechtswissenschaft in Berlin, Freiburg im Breisgau und Bonn, welches er 1969 mit dem ersten juristischen Staatsexamen beendete. Nach dem Referendariat legte er 1974 auch das zweite Staatsexamen ab und begann anschließend eine Tätigkeit bei der Schering AG. Dort war zuletzt als Fachbereichsleiter Steuern tätig. Seit 1983 ist er als Rechtsanwalt zugelassen.

## Partei
Rzepka trat 1967 in die CDU ein.

## Abgeordneter
Nachdem Rzepka von 1971 bis 1975 Mitglied der Bezirksverordnetenversammlung von Berlin-Tempelhof war, gehörte er von 1975 bis 1983 sowie von 1995 bis 2002 dem Abgeordnetenhaus von Berlin an. 
Von 2002 bis 2009 war er Mitglied des Deutschen Bundestages. 
Peter Rzepka war stets über die Landesliste Berlin in den Bundestag eingezogen, bis er 2009 nicht wieder kandidierte.